# To mannskorsanger
To mannskorsanger is een compositie van Johan Svendsen, die hij componeerde tijdens zijn studieverblijf te Leipzig.
Svendsen schreef twee liederen voor mannenkoor op tekst van Karel XV van Zweden als dank voor het verlenen van een studiebeurs. Noorwegen en Zweden vormden toen de Personele Unie. Svendsen droeg het werk ook op aan die koning. Door die beurs kon Svendsen immers in Leipzig studeren. De twee liederen, die daar al in 1866 uitgegeven werden, zijn:
- Till Sverige: ('Aan Zweden')
- Aftonröster ('Avondstemming').

Aftonröster werd al snel uitgevoerd door de Den norske Studentersangforening (DnS) in het voorjaar 1868. Till Sverige werd voor het eerst uitgevoerd op 26 oktober 1872. Er werden toen meer werken van Svendsen voor het eerst uitgevoerd, namelijk Träume en Karnaval i Paris. Op 23 juni 1911 werd Aftonröster met een aangepaste tekst gezongen op een herdenkingsconcert voor Svendsen, muzikale leider toen was Johan Halvorsen.